# Helenenstraße

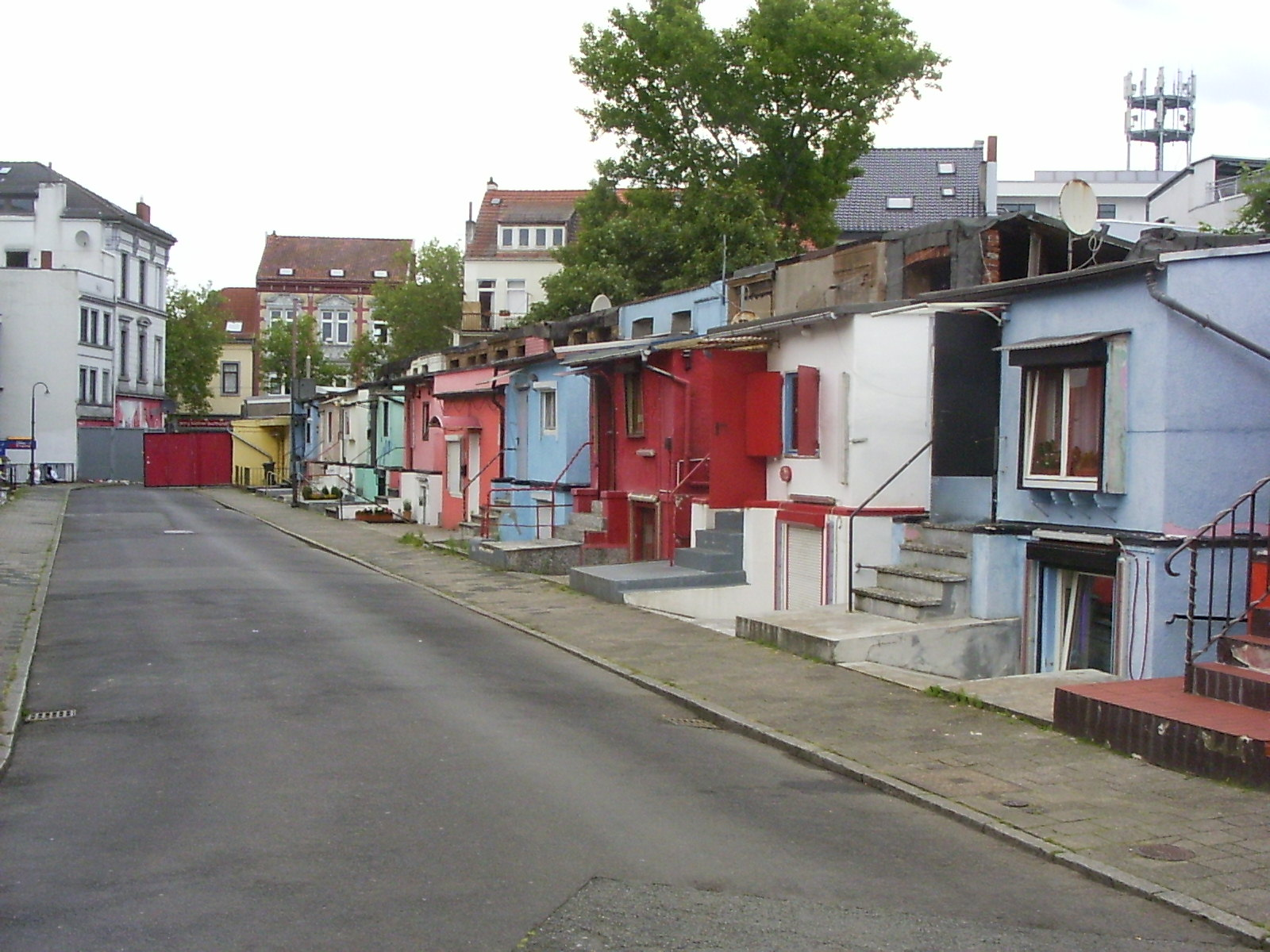
De Helenenstraße

De Helenenstraße in Bremen is een klein straatje (een 'Rotlichtgasse') waar raamprostitutie wordt bedreven. Het bijzondere is dat de Helenenstraße hiervoor al meer dan een eeuw is ingericht en nog steeds deze functie vervult.

## Geschiedenis
Het stadsbestuur van Bremen vaardigde in 1878 een decreet uit dat de "gecontroleerde en gereglementeerde prosititutie" in de Helenenstraße invoerde. Velen protesteerden en een jaar later werd een petitie met 2200 handtekeningen tegen wat werd genoemd de "controlldirnen" bij het bestuur ingediend. Dat hield echter voet bij stuk.
Niet de conservatieve beweging maar de na de Eerste Wereldoorlog opgekomen vrouwenbeweging lukte het samen met de communisten en de sociaaldemocraten in 1926 een verbod op prostitutie in het parlement erdoor te krijgen.
De straat werd hernoemd tot Frankenstraße en zou pas in 1936 weer Helenenstraße gaan heten, toen de nazi's de kracht van de communisten en de sociaaldemocraten in het parlement braken.
De Helenenstraße werd tijdens de bombardementen in de Tweede Wereldoorlog beschadigd en is een van de weinige plaatsen in Bremen waar die schade nog zichtbaar is. Het aantal prositituees dat er anno 2002 werkte was ongeveer de helft van de 100 vrouwen die er eind 19e eeuw hun brood verdienden. Vermoedelijk wordt de prostitutie er tegenwoordig bedreven in een mengvorm tussen raamprostitutie en bordeelprostitutie.